# Serapionbroeders

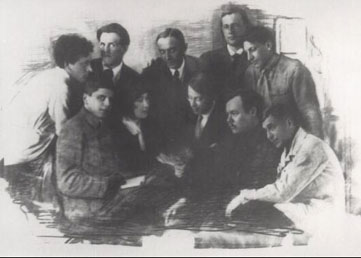
Serapions, boven v.l.n.r. Loents, Ivanov, Fedin, Groezdev, Kaverin onder v.l.n.r. Slonimski, Polonskaja, Nikitin, Tichonov, Zosjtsjenko

Serapionbroeders (Russisch: Серапионовы братья) was een in 1921 opgerichte literaire ‘broederschap’ van jonge enthousiaste literatuurfans uit Sint-Petersburg die geloofden in hun jeugd, enthousiasme en in de vrijheid van de kunstenaar.

## Oprichting
De geschiedenis van de Serapionbroeders begint in 1919, toen Maksim Gorki in Sint-Petersburg het beroemde “Huis der kunsten” opende, ter bevordering van de literatuur. In deze literaire studio kregen jonge auteurs de gelegenheid om lezingen te volgen van- en gesprekken te voeren met vooraanstaande schrijvers en dichters, zoals Goemiljov, Tsjoekovski, Tynjanov en Zamjatin. Zo vlak na de Russische Revolutie, tijdens de Russische Burgeroorlog, met zijn sterke politieke druk op de scheppende kunst, werd het Huis der Kunsten tot een centrum van het vrije geestelijke leven in Sint-Petersburg. De Serapionsbroederschap werd in 1921 door een aantal jonge, regelmatige bezoekers van het Huis der Kunsten gevormd, mede op instigatie Zamjatin, die hun leermeester mag heten. De groep liet ontleende haar naam aan E.T.A. Hoffmann, die in 1821 een verhalenbundel publiceerde onder de titel “Die Serapions Brüder”, over een gezelschap dat literaire avonden organiseert en elkaar verhalen vertelt. 

## Manifest
De Serapions gelden vooral als non-conformistisch en experimenteel. In 1922 publiceerden ze een door Lev Loents geschreven manifest (“Waarom wij Serapionbroeders zijn”) waarin ze stelt dat het kunstwerk autonoom is, levend, een realiteit op zichzelf. Het gaat om de verbeelding, om oprechtheid. Literair engagement wordt niet erkend. Ieder lid houdt zijn eigen overtuigingen en denkbeelden. Wel wordt veel belang gehecht aan de techniek van het schrijven, vanuit een bijna architectonische- en zelfs optische grondslag, en aan humor en (groteske) fantasie. Veel belang wordt ook gehecht aan de onderlinge vriendschap.

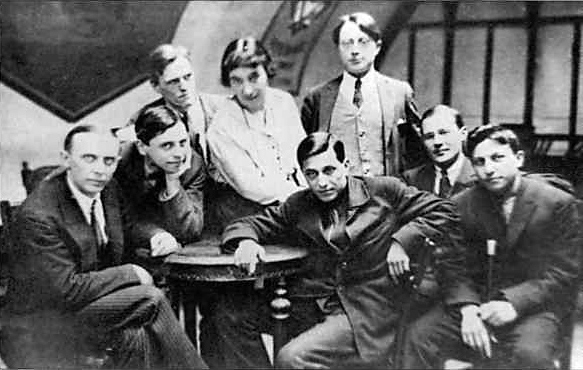
Serapions, v.l.n.r. Fedin, Slonimski, Tichonov, Polonskaja, Zosjtsjenko, Nikitin, Groezdev, Kaverin

## Leden
Tot de Serapions behoorden Konstantin Fedin (1892-1977), Michail Slonimski (1897-1979), Vsevolod Ivanov (1895-1963), Ilja Groezdev (1892-1960), Nikolaj Nikitin (1897-1963), Viktor Sjklovski (1893-1984), Michail Zosjtsjenko (1895-1958), Veniamin Kaverin (1902-1989), dichters de dichters Nikolaj Tichonov (1896-1979), Vladimir Pozner (1905-1992) en Elisaveta Polonskaja (1890-1969), en de theoreticus van de groep Lev Loents (1901-1924). Vrijwel direct na de constituering van de groep werd de opname van nieuwe leden gestopt, maar ook andere schrijvers die in de geest van de Serapions schreven (Majakovski, Pasternak, Leonov, Pavlenko) namen soms deel aan de bijeenkomsten, veelal plaatshebbend in het kleine appartement van Slonimski aan de Nevski Prospekt. Tijdens de armoedige eerste jaren kort na hun oprichting kregen de Serapions regelmatig financiële ondersteuning van Gorki, hoewel ze de klassieke Russische realistische romans, en daarmee ook Gorki’s werk zelf, regelmatig ter discussie stelden.

## Einde van de groep
In de tweede helft van de jaren twintig, nadat diverse leden afzonderlijk aandacht trokken met hun publicaties, werd de samenhang binnen de groep minder. Tijdens een jubileumviering in 1926 was al niet meer iedereen aanwezig. In de jaren dertig verdwenen de Serapions in de golf van aanvallen tegen het formalisme, experimenten en vernieuwing. De leden gingen ieder hun weg. De meeste van hen (Fedin, Slonimski) pasten zich geleidelijk aan het Sovjetsysteem aan, anderen (Zosjtsjenko) lukte dat minder.
De Serapions kregen uitgebreid aandacht in het standaardwerk "Literatuur en Revolutie" (1924) van Leon Trotski, hoewel Trotski zich niet kon vinden in de politieke neutraliteit van de groep, “alsof een kunstwerk los van de realiteit zou kunnen bestaan”.